# Далан
Дала́н (фр. Dalem) — коммуна во французском департаменте Мозель региона Лотарингия. Относится к кантону Бузонвиль.

## География
Далан расположен в 35 км к северо-востоку от Меца. Соседние коммуны: Ремерен на северо-востоке, Мертан на востоке, Фальк на юго-востоке, Аргартан-о-Мин на юге, Тетершан на западе, Бреттнаш и Тромборн на северо-западе.

## История
- Коммуна бывшего герцогства Лотарингия.
- Фортифицированный дом герцогов Лотарингии, упомянут впервые в 1303 году. С 1620 года принадлежал графам д'Арокур, а с 1751 года до французской революции — Шуазель-Бопре.

## Демография
По переписи 2008 года в коммуне проживало 653 человека.	

## Достопримечательности
- Фортифицированный дом XIV-XV веков.
- Церковь Сен-Пьер в неороманском стиле, 1902 года.